# Џорџ Едвард Мур
Џорџ Едвард Мур (енгл. George Edward Moore; Лондон, 4. новембар 1873 — Кембриџ, 24. октобар 1958) био је енглески филозоф и професор. Био је један од најутицајнијих енглеских филозофа прве половине 20. века, а посебно је био популаран у САД.
Његова најпознатија дела су: Принципи етике, Етика, Побијање идеализма, Одбрана здравог разума.
Мур је имао став да идеалисти не праве добру разлику између услова егзистенције и услова сазнања, већ да оно што је услов искуства они проглашавају условом постојања. Међутим, Мур је тврдио да свест јесте услов сазнања материјалних објеката, али не и њиховог постојања. Мур је побијао идеализам, пре свега Берклијев став о принципима постојања. Везано за то, Мур се залагао за филозофију здравог разума иако је говорио да она ипак не даје целовит поглед на свет.
Ставови Мура су потпуни антипод у односу на ставове Хегела који је преферирао целину у деловима. Мур је говорио да целину чине делови који су самостални и поседују особине које не зависе од целине. И зато је сматрао да је најпре потребно упознати делове целине како би се схватила она сама.

## Биографија
Рођен је у јужном Лондону 1873. године. Његов старији брат је био Томас Струџ Мур, енглески писац.
Године 1892. учио је на Далвич колеџу, а школовање је наставио на Универзитету у Кембриџу, на студијама класике за моралне науке. У Кембриџу је упознао Бертранда Расела и Мектагарта. Пошто су њих двојица били старији од њега, пратио их је како би и он био међу најбољим студентима и како би евентуално добио награду од Тринити колеџа која би му омогућила да настави даље студије на овом Универзитету. Пошто је убрзо матурирао и постао успешан млади филозоф, он је постао онај који је предводио Расела и Мектагерта. Године 1904. Мур је напустио Кембриџ, а седам година касније се вратио на Универзитет као предавач где је живео до краја живота. Од 1921. почео је да ради као уредник часописа Ум (Mind), а 1925. је добио звање професора на Кембриџу. Ове две позиције учврстиле су га као једног од најпоштованијих филозофа у Енглеској у то време.</ref> Захваљујући њему и Витгенштајну, од 1929. Кембриџ је постао вероватно најважнији центар филозофије на свету. Ту се Мур спријатељио и почео да сарађује са многим младим људима који су временом формирали групу Блумсбури, попут Литина Стрејчија, Леонарда Вулфа и Мајнарда Кејнса. На Универзитету је радио као професор из менталне филозофије и логике, од 1925. до 1939. године, када је отишао у пензију, а за часопис Ум је престао да пише пет година касније. Његовим пензионисањем завршило се и златно доба филозофије на Кембриџу. Данас је најпознатији по бављењу темама етичког ненатурализма и парадоксу који носи његово име. Критиковао је модерну филозофију због слабог напретка, бавио се етиком и написао је неколико познатих књига, попут Принципи етике, Етика, Побијање идеализма, Одбрана здравог разума. Оженио се са Дороти Ели и са њом је имао два сина, песника Николаса Мура и композитора Тимотија Мура.
Умро је 24. октобра, а кремиран је 28. октобра 1958. на гробљу у Кембриџу.

## Побијање натурализма
Мур је критиковао идеалистичку филозофију почевши од анализе коју је објавио 1898. у Природи расуђивања, где је детаљно испитивао истинитост и лажност ставова ове филозофије. Каснији радови попут Оповргавање идеализма из 1903. и Одбране здравог разума 1905, он је критиковао и идеалисте и скептике, а ослањао се на знање које можемо добити свакодневним искуством. Овим питањима се посебно бавио у делу Неки главни проблеми филозофије 1953.

## Натуралистичка грешка
На сличан начин Мур је анализирао и моралну филозофију у делима Принципи етике 1903. и Етика из 1912.
У свом делу Принципи етике, Џорџ Едвард Мур је писао о добру по себи, у стилу средњовековног реалисте или објективног идеалисте. Он је био један од најзначајнијих представника у историји етике. Критикујући метафизичку и натуралистичку етику, посебно хедонизам, Мур је поставио темеље метаетике. Она је обухватала аналитичке филозофије морала и на основу ње, присталице когнитивизма су преузели став да су морални искази само специјални случај сазнајних исказа или тврдњи. За разлику од њих, некогнитивисти за моралне исказе узимају да су то типични вредносни искази и њихова суштина је у изражавању емоција, молби, заповести и другог.
Анализирао је ставове натурализма и открио је недоследност у доказима тврдњи које је назвао натуралистичком грешком. Под овом грешком се подразумевала идентификација доброг са нечим другим. Мур је направио разлику између самовредности и инструменталних вредности, средстава. Нападао је емпиристички когнитивизам или натурализам који су формирали Бентам и Мил. Он је тврдио да они чине натруралистичку грешку јер се не питају шта је добро по себи, него које су ствари добре. Мур је под натуралистичком грешком подразумевао да емпиристички когнитивисти изводе етичке исказе из индикативних исказа. Формално логички посматрани натуралистичка грешка је логичка грешка која се зове учетворостручење термина quaterino terminorum. Ипак, иако је увидео грешку, ни Мур није успео да је реши. Његово објашњење је да се искази о добру не могу доказати нити дефинисати, већ само интуитивно увидети, те су тако синтетичко априорни. Концепт који је Мур педставио утицао је на Мајнарда Кејнса и друге чланове групе Блумсбери. Овим проблемима раније се бавио и Имануел Кант.

## Метаетичка критика субјективизма
За историју филозофије врло је значајна Мурова критика субјективизма. Он је видео да је централна ствар у метаетици морални спор или анализа, заправо немогућа. Тврдио је да се, заправо, ни не исказују две супротне ствари јер се не говори о истом. Он је субјективизам аналитички оповргнуо аргументом отвореног питања, да ли је смислено или логички апсурбно нпр. да ли је мушко дете истих родитеља брат. Он је закључио да субјективистчки принцип није логички коректан попут аналитичких, таутолошких исказа, те се он мора одбацити као невалидан.